# 天主教候賽納宗座代牧區
天主教候賽納宗座代牧區（拉丁語：Vicariatus Apostolicus Hosannensis）是埃塞俄比亞一個羅馬天主教宗座代牧區，直屬教廷。2010年1月20日自索多-候賽納代牧區分出。
代牧區範圍包括埃塞俄比亞南方各族州北部，教座位於候賽納。2010年年底有教友146,060人（佔轄區總人口6%）、二十個堂區、卅三名司鐸。現任宗座代牧為沃爾德喬治·瑪竇。